# Michael Rubbestad
Michael Per Axel Rubbestad, född 16 oktober 1980 i Kista, Stockholms län, är en svensk politiker (sverigedemokrat). Han är ordinarie riksdagsledamot sedan 2018, invald för Örebro läns valkrets sedan 2022 (dessförinnan invald för Uppsala läns valkrets 2018–2022).

## Biografi
Michael Rubbestad är son till Per och Carin Rubbestad. Han är sonsons son till Axel Rubbestad.
Rubbestad har spelat rollen som en 12-årig August Strindberg i filmen Fritänkaren - filmen om Strindberg av Peter Watkins från 1994. Rubbestad är även musiker under pseudonymen Aladdin och har i den egenskapen bland annat givit ut skivorna Void Last Line (2008) och Tinnitus (2010) på svenska Meira Records.[källa behövs]

### Riksdagsledamot
Rubbestad är riksdagsledamot sedan valet 2018. I riksdagen är han förste vice gruppledare för Sverigedemokraterna sedan 2023 och ersättare i riksdagsstyrelsen sedan 2022. Han är även ledamot i arbetsmarknadsutskottet sedan 2022 och Valprövningsnämnden sedan 2023 samt suppleant i kulturutskottet. Rubbestad var ledamot i utbildningsutskottet 2018–2022 och har varit suppleant i bland annat Valprövningsnämnden.